# Surveyor 600
Das UAV (Unmanned Aerial Vehicles) Surveyor 600 ist eine Hochgeschwindigkeits-Aufklärungsdrohne. Sie wird von der Firma EADS gebaut und befindet sich derzeit noch in der Entwicklung. Sie gilt als möglicher Nachfolger der Drohne CL 289, die derzeit beim Deutschen Heer zur Hochgeschwindigkeitsaufklärung genutzt wird.
Das Luftfahrzeug kann abhängig von der Nutzlast verschiedene Missionen durchführen. Folgende Nutzlasten sind möglich:
- SAR (Synthetic Aperture Radar), hochauflösendes Radar für Geländedarstellung
- Laser-Zielmarkierung und -Zielbezeichnungen
- elektrooptische Sensoren
- ESM (Electronic Support Measure) Elektronische Unterstützungsmaßnahmen
- ECM (Electronic Countermeasures) Elektronische Gegenmaßnahmen

Hauptaufgabe der Drohne ist die taktische Aufklärung und das Aufspüren von Zielen und Informationen. Sie kann mit entsprechender Nutzlast auch zur Elektronischen Kampfführung genutzt werden.
Aufgrund der hohen Geschwindigkeit und mittels Tarnkappentechnik sowie mittels elektronischer Gegenmaßnahmen kann die Drohne auch unter feindlichen Bedingungen eingesetzt werden.
Mit Hilfe eines Boosters gelangt die Drohne schnell zu ihrem Einsatzgebiet, um dann mittels des Jetantriebs über dem Gebiet zu kreisen und dann wieder mit dem Raketenantrieb schnell zur Bergezone zu gelangen.
Gestartet wird das UAV mittels eines Katapultes.

## Technische Daten
| Surveyor 600          |                |
| Kenngröße             | Daten          |
| Länge                 | 4,1 m          |
| Spannweite            | 2,3 m          |
| Maximale Startmasse   | 450 kg         |
| Nutzlast              | 65 kg          |
| Antrieb               | Turbo TMS 18   |
| Maximale Flughöhe     | 10.000 m       |
| Höchstgeschwindigkeit | 480 – 850 km/h |
| Maximale Einsatzdauer | 3 – 4 Std.     |
| Datenreichweite       | 150 km         |